# 한구구

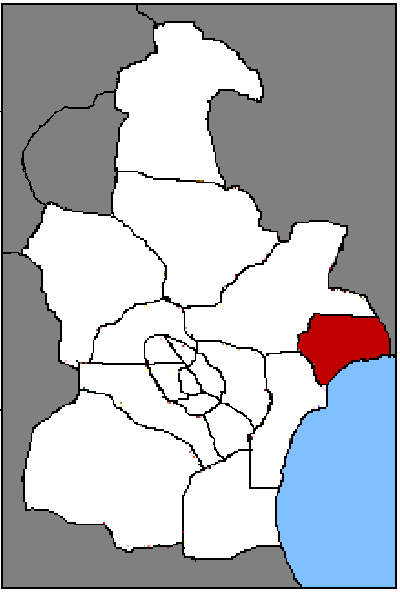
옛 한구구의 위치

한구구(한국어: 한고구,중국어: 汉沽区, 병음: Hàngū Qū)는 중화인민공화국 톈진시에 존재했던 행정구역이다. 넓이는 350km2이고, 인구는 2007년 기준으로 170,000명이었다. 현재는 빈하이 신구의 일부분이다.

## 지리
한구구는 톈진 동쪽 끝에 위치한 동북 지방으로 향하는 관문이다. 톈진 시내와 서쪽으로 60km 떨어져있고, 톈진 신항과 20km 떨어져있다. 남쪽으로 보하이만과 마주하고 있어 지리적으로 이점이 있다. 연평균 기온은 11.9°C이고 연평균 강수량은 573mm이다.

## 경제
한구는 대도시와 작은 현의 이원적인 경제 구조를 가지고 있다. 북서쪽은 농업 지역이고 남동쪽은 어업 지역인 동시에 산업 지역이다. 도시 구역은 구의 중심에 위치한다. 한구는 무한한 해양 자원을 자랑한다. 해안선 길이는 32km에 달하고 1000년 동안 소금을 생산해 온 역사가 있다. 한구는 생물 자원이 풍부하여 다수의 바닷물고기와 민물고기가 서식한다. 또한 석유 자원이 풍부하고 톈진에서 태양열 발전이 제일 활발하며 조력 발전과 풍력 발전을 하기에도 유리하다.
한구구는 상대적으로 좋은 산업 기반을 가지고 있다. 현재 해양 화학 산업을 주력으로 다른 산업들을 종합적으로 개발하는 빈하이 산업 체계가 형성되고 있다. 이곳에서의 산업 생산량이 국민 소득의 80%를 차지한다. 한구에는 소금, 화학, 직물, 의류, 기계 부품, 야금, 제지, 가전, 가구, 전자, 건축 재료, 음식, 구두 수선 등 13개의 주요 산업이 있다. 소금, 해양 화학, 직물, 기계 부품과 야금은 최고의 장비와 기술을 가지고 있고 생산량도 많다. 톈진을 위한 한구의 농업과 어업은 교외의 경제를 발전시키는 데 기여한다. 쌀, 과일, 수산물은 한구의 특산품이다. 이곳의 포도는 당도가 높고 포도주의 좋은 재료가 된다.

## 행정 구역
5개 가도, 4개 진을 관할한다.
- 가도: 汉沽街道, 寨上街道, 河西街道, 天化街道, 盐场街道
- 진: 大田镇, 杨家泊镇, 茶淀镇, 营城镇